# Kerem Ersoy
Kerem Ersoy (* 20. September 1985) ist ein türkischer Fußballschiedsrichterassistent.
Ersoy ist seit der Saison 2013/14 Schiedsrichterassistent in der türkischen Süper Lig. Bisher war er bereits bei über 170 Ligaspielen im Einsatz. 
Seit 2016 steht er auf der Liste der FIFA-Schiedsrichter und ist an der Spielleitung internationaler Fußballspiele beteiligt.
In der Saison 2018/19 war Ersoy erstmals bei einem Spiel in der Europa League, in der Saison 2023/24 erstmals bei einem Spiel in der Champions League im Einsatz.
Im April 2024 wurde Ersoy zusammen mit Mustafa Emre Eyisoy als Schiedsrichterassistent von Halil Umut Meler für die Europameisterschaft 2024 in Deutschland nominiert.